# 옴 샨티 옴
옴 샨티 옴(Om Shanti Om)은 2007년 공개된 인도의 영화이다.

## 줄거리
1970년대, 엑스트라 배우인 옴 프라카쉬 마키자는 스타를 꿈꾸며 살고 있다. 그는 당대 최고의 여배우 샨티프리야를 짝사랑하며 그녀의 영화 포스터 앞에서 마음을 표현하곤 한다. 어느 날, 옴은 샨티와 친해지지만, 샨티가 영화 제작자 무케쉬 메흐라와 비밀 결혼한 사실을 알게 된다.
샨티는 무케쉬의 아이를 임신하지만, 무케쉬는 자신의 경력에 방해가 될까 봐 샨티와 아이를 죽이려 한다. 옴은 샨티를 구하려 하지만 실패하고, 결국 화재로 샨티와 함께 죽음을 맞이한다.
그로부터 30년 후, 옴은 성공한 배우 옴 카푸르로 환생한다. 전생의 기억을 전혀 하지 못하지만 화재에 대한 트라우마를 갖고 있다. 우연히 옛날 영화 촬영장을 방문한 옴은 과거의 기억을 되찾고, 전생의 친구와 어머니와 재회한다. 그는 샨티의 죽음에 대한 진실을 밝히고 무케쉬에게 복수하기로 결심한다.
옴은 옛날 영화 촬영장에서 샨티와 똑같이 생긴 배우 지망생 산디아를 만나, 그녀를 이용하여 무케쉬를 함정에 빠뜨리려 한다. 복수 계획 중, 옴은 산디아가 단순히 샨티와 닮은 배우 지망생이 아닌 샨티의 유령이라는 것을 알게 된다. 마침내 옴은 무케쉬를 궁지로 몰아넣고, 샨티의 영혼은 복수를 이루고 평안을 찾는다. 옴은 새로운 사랑을 시작하고, 샨티의 영혼과 작별한다.

## 출연

### 주연
- 샤룩 칸
- 디피카 파두콘

### 조연
- 아르준 람팔
- 키론 커
- 빈두
- 사티시 샤

## 기타
- 의상: 카란 조하르
- 의상: 매니쉬 말호트라